# Мраморный дворец (Потсдам)

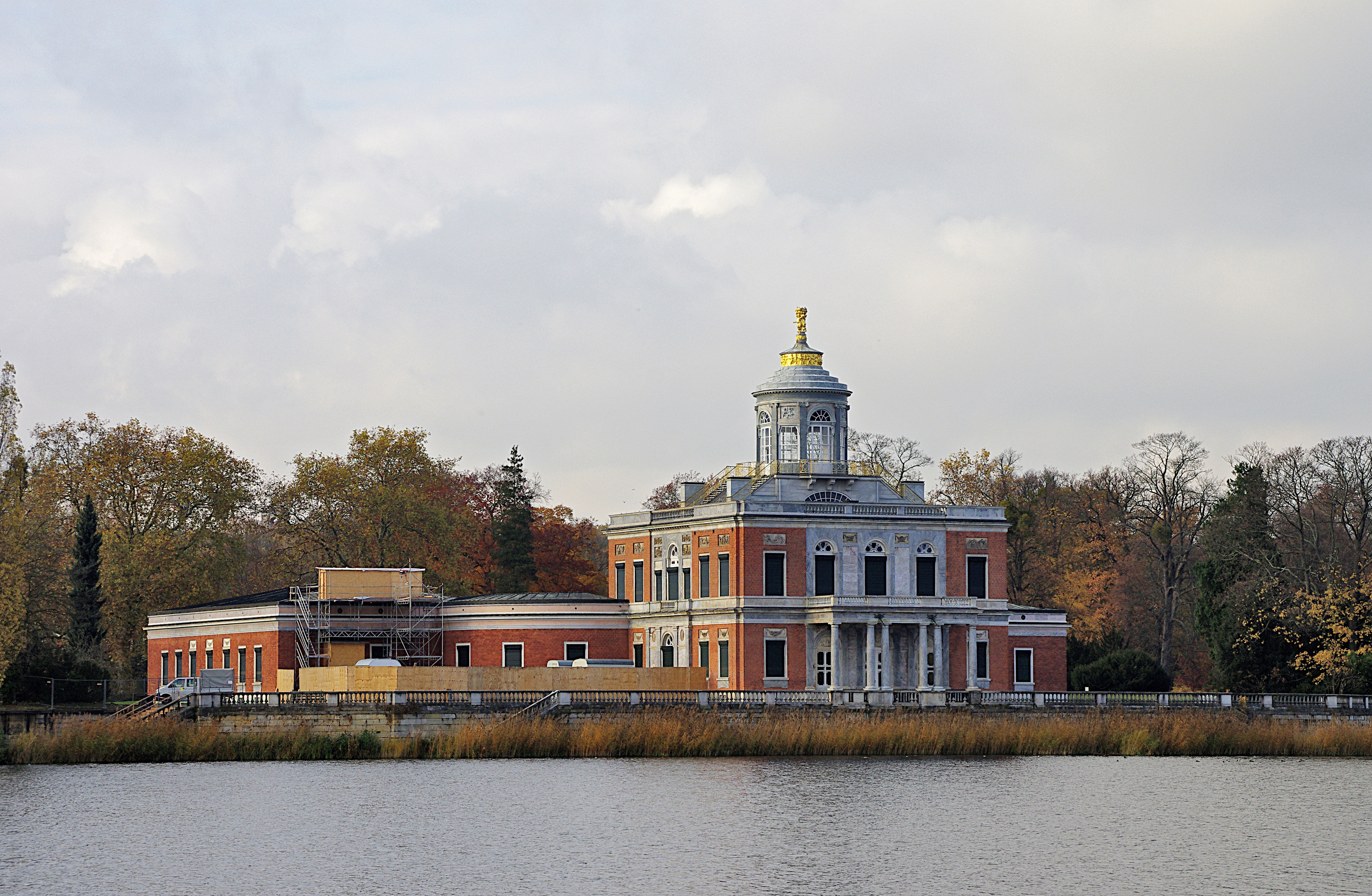
Мраморный дворец в потсдамском Новом саду

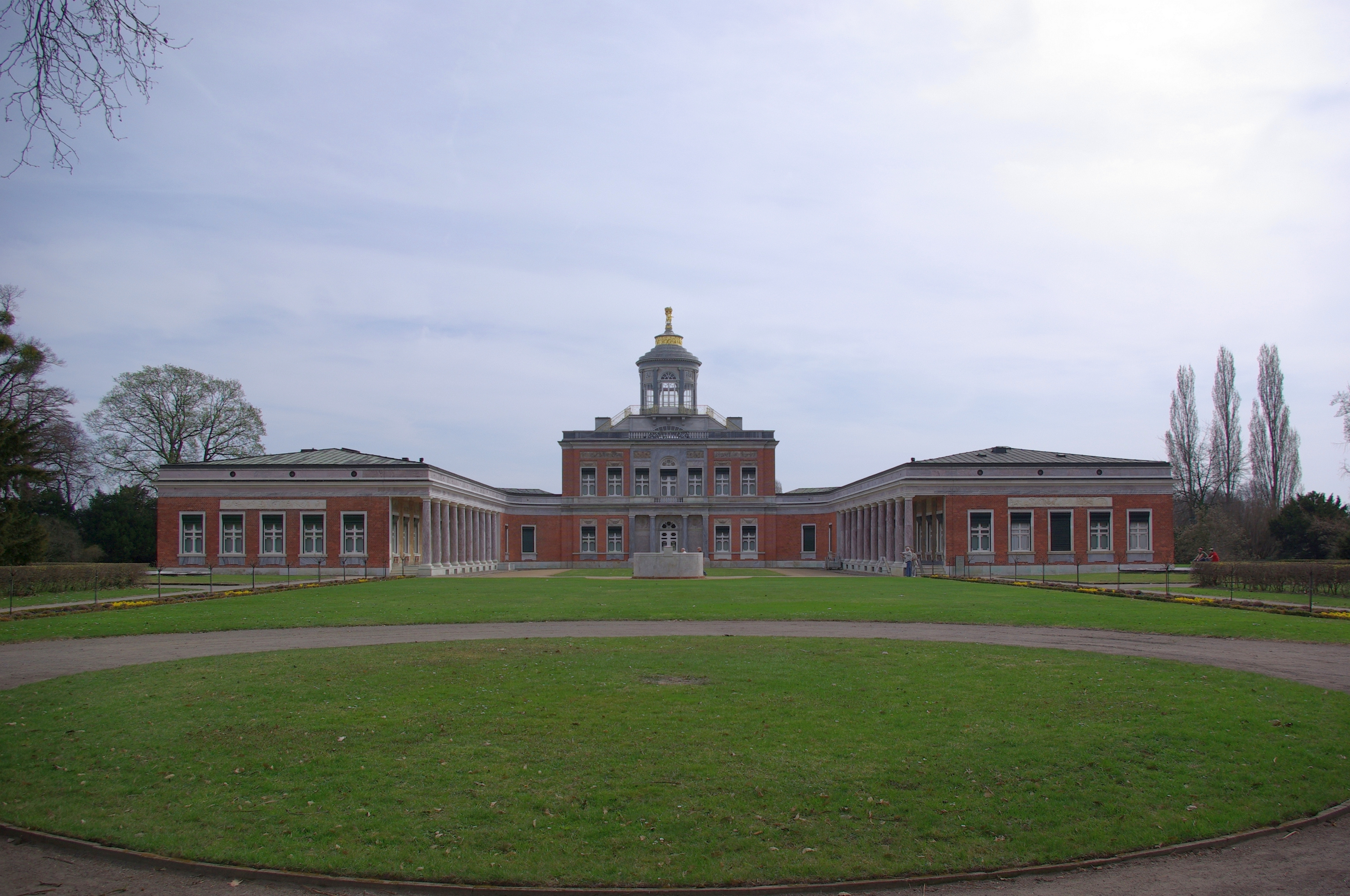
Общий вид дворцово-паркового ансамбля

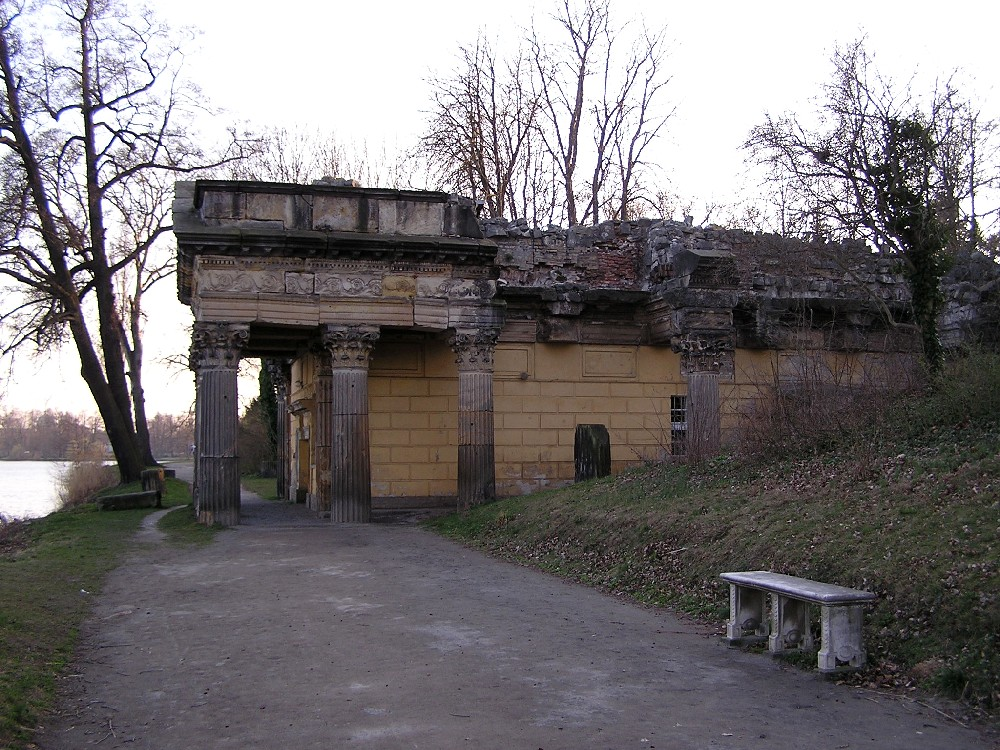
Дворцовая кухня, стилизованная под древние храмовые развалины

Мраморный дворец (нем. Marmorpalais) — дворец в стиле раннего классицизма, расположенный в Новом саду Потсдама на берегу Святого озера. Построен в 1787—1792 годах по указанию короля Пруссии Фридриха Вильгельма II архитектором Карлом фон Гонтардом. С 1789 года в возведении дворца принимал участие автор Бранденбургских ворот в Берлине Карл Готтгард Лангганс.
Дворец был задуман в качестве новой резиденции художественно одарённого короля. Поселившись в этом здании, племянник и наследник бездетного Фридриха II стремился отдалиться как пространственно, так и архитектурно от своего не слишком любимого дяди, предпочитавшего барокко и рококо.
Построенный из красного кирпича Мраморный дворец представляет собой двухэтажное здание в форме квадрата. Крышу дворца венчает ротонда, с которой открывается великолепный вид на окрестности, в том числе на остров Пфауэнинзель, который украсил специально возведённый дворец Пфауэнинзель. Своё название дворец получил по силезскому серому и белому мрамору, украсившему фасад здания.
От террасы, расположенной со стороны озера, к воде ведут боковые лестницы, где располагался лодочный причал. Король с удовольствием катался на лодке. По воде отсюда можно было добраться до берлинского дворца Шарлоттенбург.
На берегу также располагалось здание дворцовой кухни, построенное Ланггансом в 1788—1790 годах в форме храмовых развалин. Подземный ход соединял её с Гротовым залом на первом этаже, который служил в летние месяцы столовой.
Уже через несколько лет дворец оказался мал. В 1797 году, в год смерти Фридриха Вильгельма II по проекту Михаэля Филиппа Боумана началось возведение боковых флигелей. Одноэтажные прямоугольные здания слева и справа зодчий соединил с дворцом галереями, колонны которых были сделаны из мрамора фридерицианской колоннады в парке Сан-Суси. При сыне и преемнике короля Фридрихе Вильгельме III строительство флигелей было приостановлено. В этом состоянии дворец увидел и принц Вильгельм, будущий кайзер Вильгельм I, когда был вынужден переселиться сюда на некоторое время в ожидании окончания строительства дворца Бабельсберг. Его брат, «романтик на троне» Фридрих Вильгельм IV поручил архитектору Людвигу Фердинанду Гессе внутреннюю отделку флигелей.
В 1881—1888 годах в Мраморном дворце проживал с семьёй принц Вильгельм, будущий кайзер Вильгельм II. Последними обитателями Мраморного дворца королевских кровей стали в 1904 году кронпринц Вильгельм, старший сын кайзера Вильгельма II и его супруга Цецилия. В 1917 году они переехали в специально построенный для них близлежащий дворец Цецилиенхоф.
После окончания Первой мировой войны, свержения монархии и споров между прусским государством и домом Гогенцоллернов в 1926 году Мраморный дворец был передан управлению прусских дворцов, а в 1932 году в Мраморном дворце открылся музей.
В конце Второй мировой войны дворец был сильно разрушен упавшей на северный флигель бомбой и разорвавшейся в основном здании гранатой. В 1946 году советская администрация открыла во дворце дом офицеров.

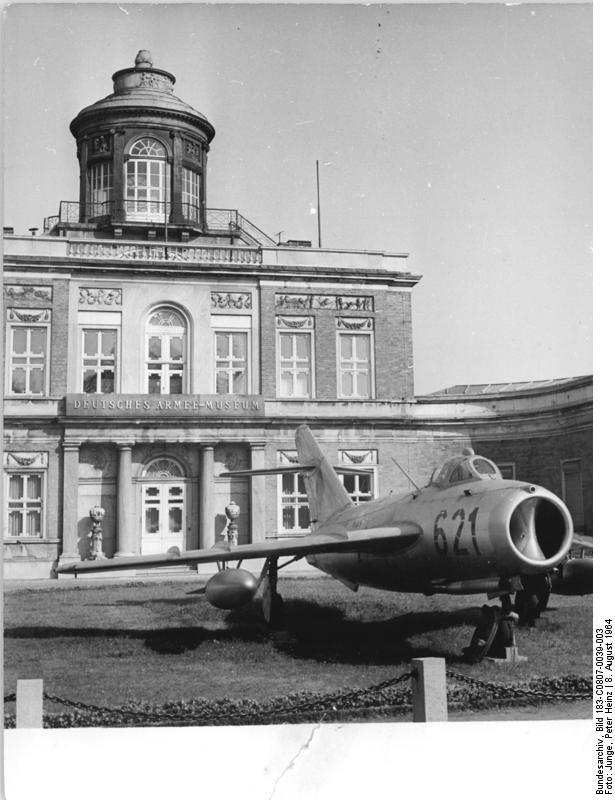
Советский МиГ на фоне Мраморного дворца, ставшего Немецким армейским музеем. 1964

В 1961 году в здании открылся Немецкий армейский музей, в экспозиции которого была представлена военная техника, военная форма и исторические документы. Во дворе до 1989 года размещались пушки, танк Т-34, торпедный катер, истребитель МиГ и ракета.